# Wilhelm Eben
Wilhelm Paul Eben (* 4. Januar 1849 in Schlagenthin; † 3. Dezember 1924) war ein preußischer Offizier, zuletzt Generalleutnant.

## Leben

### Herkunft

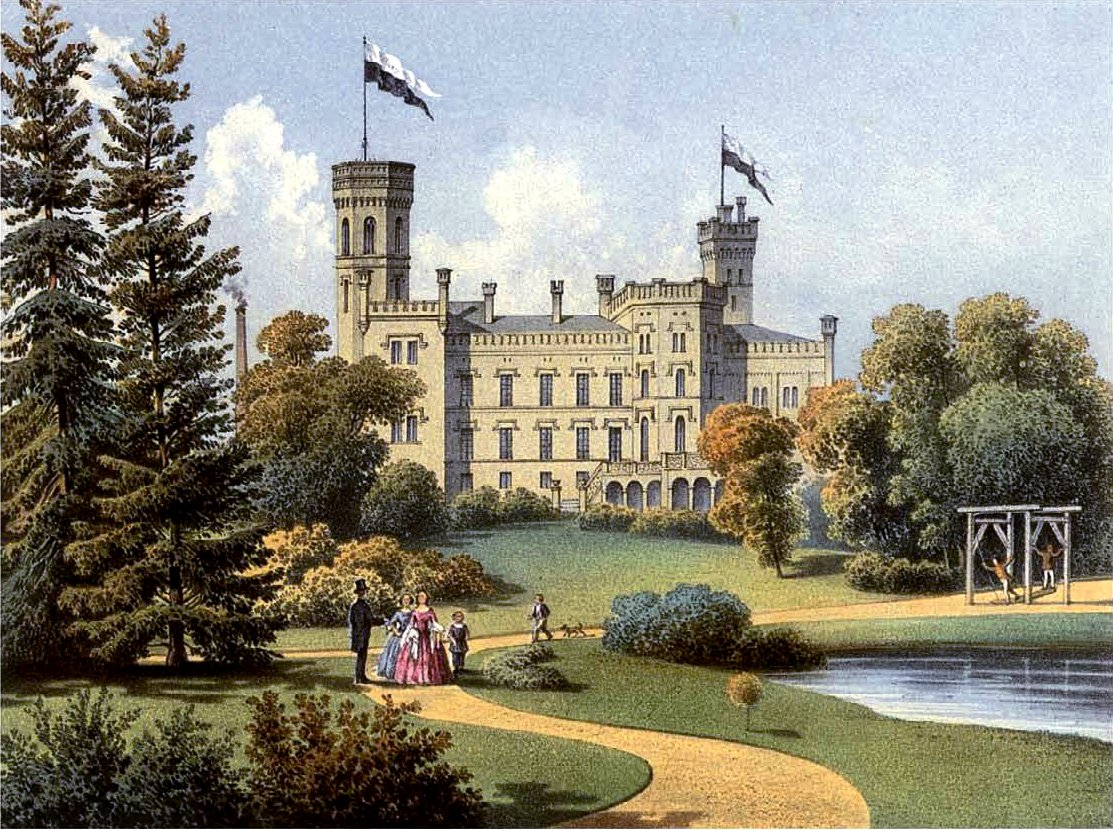
Schloss Schlagenthin um 1860

Er war der Sohn von Karl Eben, Rittergutsbesitzer sowie Ritterschaftsrat auf Schlagenthin, und dessen Ehefrau Franziska, geborene von Mißbach (* 1. März 1822).

### Militärlaufbahn
Eben wurde am 13. Juni 1866 aus dem Kadettenkorps kommend als Portepee-Fähnrich dem Kaiser Franz Garde-Grenadier-Regiment Nr. 2 der Preußischen Armee in Berlin überwiesen. Im Deutschen Krieg kämpfte er mit diesem im Gefecht bei Alt-Rognitz sowie der Schlacht bei Königgrätz. Zum Sekondeleutnant wurde er am 31. Juli 1866 befördert. Vom 6. Oktober 1868 bis zum 15. Oktober 1871 war er Adjutant des III. Bataillons beim 2. Garde-Grenadier-Landwehr-Regiment Nr. 2 in Düsseldorf. Im Deutsch-Französischen Krieg nahm er an der Belagerung von Straßburg, der Einschließung und dem Ausfall von Paris, sowie den Gefechten bei Soor, Celles und Raon-l’Étape teil. Zum Premierleutnant wurde er am 13. April 1872 befördert. Mit der Führung einer Übungskompanie der Krankenträger wurde er vom 12. bis 21. Juni 1877 betraut.
Unter der Beförderung zum Hauptmann wurde Eben am 13. Mai 1879 in das 6. Thüringische Infanterie-Regiment Nr. 95 nach Gotha versetzt und zum Kompaniechef ernannt. Vom 5. bis zum 28. November 1888 wurde er zu Abhaltung des Herbstkontrollversuches im Bezirk der 2., 3. und 4. Kompanie des Landwehr-Bataillons Meiningen abkommandiert. Unter Stellung à la suite seines Regiments beurlaubt man ihn ab dem 22. Mai 1889 für ein Jahr. Zum überzähligen Major wurde er am 16. Januar 1890 befördert und am 24. März in die älteste Hauptmannstelle einrangiert. Zum Bataillonskommandeur wurde er am 21. Februar 1891 ernannt. Zur Teilnahme an einer Generalstabsreise des XI. Armee-Korps aus Kassel vom 22. Juli bis zum 4. August 1894 wurde er abkommandiert.
Mit seiner Beförderung zum Oberstleutnant wurde Eben in das 2. Hanseatische Infanterie-Regiment Nr. 76 versetzt und zum etatmäßigen Stabsoffizier ernannt. Als solcher war er vom 1. bis zum 13. April 1897 auf einem Informationskursus an der Infanterie-Schießschule in Spandau. Unter Beförderung zum Oberst wurde Eben am 24. Mai 1898 in das in Königsberg und Pillau stationierte Infanterie-Regiment „Herzog Karl von Mecklenburg-Strelitz“ (6. Ostpreußisches) Nr. 43 versetzt und zu dessen Regimentskommandeur ernannt. Am 18. Oktober 1901 wurde er mit der Führung der 79. Infanterie-Brigade in Paderborn beauftragt. Mit seiner Beförderung zum Generalmajor wurde er zu deren Kommandeur ernannt.
Zum 18. Juni 1903 wurde Eben in Genehmigung seines Abschiedsgesuches mit der gesetzlichen Pension zur Disposition gestellt.
Zu seinem 50-jährigen Militärdienstjubiläum ist ihm 1916 der Charakter als Generalleutnants verliehen worden.
Wilhelm Eben starb, fast 76 Jahre alt, am 3. Dezember 1924. Beigesetzt wurde er auf dem Friedhof III der Jerusalems- und Neuen Kirche in Berlin-Kreuzberg. Das Grab ist nicht erhalten.

## Auszeichnungen
- Roter Adlerorden III. Klasse mit Schwertern[3]
- Königlicher Kronen-Orden II. Klasse[3]
- Eisernes Kreuz II. Klasse[3]
- Komturkreuz des österreichischen Franz-Joseph-Ordens[3]
- Komtur des Herzoglich Sachsen-Ernestinischen Hausordens[3]